# Посадка (машиностроение)
Посадка — характер соединения сопрягаемых деталей, определяемый зазором или натягом, то есть разностью их размеров до сборки в соответствии с назначенным допуском. Система допусков и посадок существует в двух вариантах: система вала — основным размером является размер вала, а размер отверстия выбирается с различным зазором или натягом; система отверстия — основным размером является размер отверстия, а размер вала задаётся с необходимым зазором или натягом. Посадки обозначают буквами латинского алфавита: отверстия — прописными буквами, валы — строчными. Точность посадки определяется квалитетом точности.
Различные посадки определяют степень свободы относительного перемещения деталей; их назначают исходя из условий работы машин и механизмов, их точности и условий сборки. Посадки по характеру соединения деталей делятся на 3 группы:
- Посадка с (гарантированным) зазором — соединение с гарантированным зазором: наименьший допустимый размер отверстия больше наибольшего предельного размера вала[1] или равен ему; обозначаются от а(А) до h(H).
- Переходная посадка — соединение с возможным зазором или натягом в зависимости от действительных размеров вала и отверстия; обозначаются от j(J) до n(N).
- Посадка с (гарантированным) натягом — соединение с гарантированным натягом: наибольший допустимый размер отверстия меньше наименьшего допустимого размера вала или равен ему; обозначаются от p(P) до z(Z).